# Кристиан де Портзампарк
Кристиан де Портзампарк (на френски: Christian de Portzamparc) е френски архитект и урбанист.

## Биография
Роден е на 5 май 1944 г. в тогава френския град Казабланка, днешно Мароко, в семейството на военен инженер. През 1962 г. започва да следва архитектура във Висшето национално училище за изящни изкуства (на френски: École nationale supérieure des Beaux-Arts) в Париж, където най-силно се повлиява от професорите си Йожен Бодуен (Beaudouin) и Жорж Кандилис. През 1966 г. прекарва няколко месеца в Ню Йорк, през които за първи път преосмисля ранното си обсебване от Льо Корбюзие. След деветмесечно прекъсване на следването си се завръща в Париж и завършва през 1969 г.
През 1970-те години изследва психологията и социологията на жителите на новите градове. Първият му забележителен проект е участието в работата по общия устройствен план на Марн ла Вале и проектирането на водонапорната му кула. В края на десетилетието е ангажиран с устройствения план на 13-и арондисман на Париж. В противовес на стандартизираните „небостъргачи“, господстващи сред новите парижки кооперации от епохата на Шарл де Гол и Жорж Помпиду, Портзампарк отхвърля единния план и създава няколко различни модела на жилищни сгради с различно разположение на апартаментите.
През 1980 г. регистрира свое собствено архитектурно бюро.
През 1980-те Портзампарк издига концепцията за „отворения квартал“. „Отвореният квартал“ напомня за „османовския“ по това, че фасадите на сградите са паралелни на улиците, но се отличава от него по това, че сградите са разнообразни по височина и функции. Най-ярките реализации са районът Масена в предградията на Париж и Ла Лиронд в южна Франция.
В началото на 21 в. публикува съвместно с Филип Солерс едно диалогично есе. Поканен е  в 2006 г. от Колеж дьо Франс да чете цикъл лекции на тема креативност.
Портзампарк е първият френски архитект, удостоен с наградата „Прицкер“ на 50-годишна възраст.

## Творчество
Сред проектираните от Кристиан де Портзампарк сгради са:
- Водонапорната кула (на френски: Château d’eau) в намиращия се до Париж нов град Марн ла Вале (1971 – 1974)
- Парижкото училище за опера и балет в Нантер (1983 – 1987)
- Комплексът „Градът на музиката“ (на френски: Cité de la Musique) в Париж (1984 – 1995)
- Кафене „Бобур“ (на френски: Beaubourg Cafe) в Париж (1985 – 1987)
- Музеят „Бурдел“ (на френски: Musée Bourdelle) в Париж (1988 – 1990)
- „Nexus II“ във Фукуока (1989 – 1991)
- Кулата „Crédit Lyonnais“ в Лил (1991 – 1995)
- Съдебната палата в Грас (1993 – 1999)
- Природонаучният музей с библиотека „Les Champs Libres“ в Рен (1993 – 2006)
- Кулата „LVMH“ в Ню Йорк (1995 – 1999)
- Район Масена в предградията на Париж (1995 – 2009)
- Посолството на Франция в Берлин (1997 – 2003)
- Люксембургската филхармония (1997 – 2005)
- Жилищен и търговски център „De Citadel“ в Алмере (2000 – 2006)
- Централата на издателска група „Le Monde“ в Париж (2001 – 2004)
- Комплексът „Градът на музиката“ (на испански: Cidade da Musica, концертни зали, кино, музикално училище) в Рио де Жанейро (2003 – 2013)
- „Вратата на Бейрут“ (2006)
- Музеят „Ерже“ в Белгия (2007 – 2009)
- 75-етажната луксозна жилищна и хотелска кула „One57“ в Ню Йорк (2011 – 2013).

Стилът на Портзампарк може да се определи като постмодернизъм. В различни свои проекти той ползва идеи от различни епохи – от Ренесанса до модернизма. Един критик в New York Times го определя като „възродител на ар деко“, а наблюдателят на руското издание „Комерсант“ – като „умерен постмодернист“.
Портзампарк проектира сгради и градска среда на няколко континента и навсякъде налага своите идеи върху вече съществуващия архитектурен контекст. По собствените му думи, най-силно впечатление му прави Япония.

## Признание и награди
- 1992 – Médaille d’Argent от Френската академия за архитектура
- 1994 – „Прицкер“
- 2004 – Grand Prix de l'urbanisme
- 2001 – Business Week and Architectural Record Award за кулата „LVMH“ в Ню Йорк
- 2005 – MIPIM Award за преустройството на централата на издателска група „Le Monde“ в Париж[6]

## Галерия
- Националната консерватория за музика и танц в Париж (1990)
- Музей на музиката в „Града на музиката“ в Париж (1995)
- Посолство на Франция в Берлин (2003)
- Жилищен и търговски център „De Citadel“ в Алмере (2006)
- Хотел „Ренесанс Ваграм“ в Париж (2008)
- Музей „Ерже“ (2009)
- Кула „One57“ в Ню Йорк, изглед откъм Сентръл парк
- Кула „One57“ в Ню Йорк
- Кула „400 Park Avenue South“ в Ню Йорк